# Leyland Retriever
Der Leyland Retriever war ein Lkw, der für die britischen Streitkräfte vor dem Zweiten Weltkrieg entwickelt wurde. Mit einer Nutzlast von drei Tonnen war das von Leyland Motors produzierte Fahrzeug ein mittlerer Lkw. Nachdem bei Beginn des Krieges keine geländetauglichen, zweiachsigen Lkw zur Verfügung standen, wurden bis 1945 vom Retriever 6542 Stück  produziert. Auch bei der dänischen Armee wurde das Fahrzeug zeitweise einsetzt.

## Entwicklung
Nach dem Ende des Ersten Weltkrieges waren dreiachsige Lkw mit zwei angetriebenen Hinterachsen ein international beliebtes Konzept, welches bessere Geländegängigkeit versprach. So wurden in Großbritannien Mitte der 1920er Jahre die „Rigid Six-Wheeler“ vom War Office (Kriegsministerium) eingeführt. Fahrzeughersteller wurden aufgefordert diese Fahrzeugchassis zu entwickeln, und es gab spezielle Subventionen. Auch wurde die gebührenfreie Nutzung des vom War Department patentierten, beweglichen Hinterachskonzepts ermöglicht, welches dann auch konsequent in diese Fahrzeuge, wie Crossley Motors IGL8, Guy Motors FBAX, Thornycroft Tartar und Karrier CK6, eingebaut wurde.
Als 1939 der Zweite Weltkrieg begann, hätte man gerne auf allradgetriebene, zweiachsige Fahrzeuge umgestellt. Doch diese mussten erst entwickelt und produziert werden. So lief die Produktion der Dreiachser zunächst weiter. Nachdem die Zweiachser zur Verfügung standen, wurde erkannt, dass diese nicht sehr gut für schwere feste Aufbauten und lange Ladungen (z. B. Pontons) geeignet waren. So blieben die Fahrzeuge in der Produktion.
Der Retriever basierte auf dem Leyland Terrier.

## Technik
Die ersten Modelle hatten eine offene Kabine mit Planenverdeck. Spätere Versionen erhielten eine Windschutzscheibe und Metalltüren, was für Fahrzeuge dieser Typenklasse nicht immer üblich war.
Der Retriever wurde von einem wassergekühlten 5895-cm³-Leyland-Vierzylinder-Benzinmotor mit 73 PS Leistung angetrieben. Die Kraftübertragung erfolgte mittels Viergang-Untersetzungsgetriebe. Der Tank hatte ein Fassungsvermögen von 141 Litern. Das Reserverad wurde zwischen der Kabine und der Ladefläche montiert.
Neben dem Standard-Lkw gab es auch eine gepanzerte Version von Armour mit 20-mm-Kanone für die Verteidigung der Militärflugplätze in England, außerdem spezielle Versionen für die Mitnahme von Pontons, als mobile Werkstätten, Plattform für Suchscheinwerfer und Artillerie und Kräne. Der Kran war in der Regel ein Coles-MkVI-Typ mit Benzin-Elektro-Antrieb, wobei ein zusätzlicher Benzinmotor den benötigten Strom lieferte.
Nach dem Ende des Zweiten Weltkrieges wurde die Produktion des Retrievers eingestellt.

## Monty’s Caravan
Während der Kämpfe in Nordafrika wurde ein Leyland Retriever vom britischen General und späteren Feldmarschall Bernard Montgomery genutzt. Der Aufbau des Fahrzeugs war für die italienischen Streitkräfte gebaut worden. Ursprünglich gehörte es General Annibale Bergonzoli, dem Befehlshaber des 23. ital. Korps, der bei Beda Fomm, südlich von Benghazi, im Februar 1941 in Gefangenschaft geriet. Das Fahrzeug wurde dann auch als Symbol des Sieges von Montgomery genutzt. Sein Spitzname „Monty’s Caravan“ stammt aus dieser Zeit.
Für den Wüstenkriegsschauplatz hatte der Aufbau einen Waschraum und einen zweiten als Wohn- bzw. Kartenraum nutzbaren Raum. Montgomery soll während des Krieges nur für zwei Menschen auf die Nutzung seines Gefährts verzichtet haben, zum einen zu Gunsten von König George VI und zum anderen zu Gunsten von Winston Churchill. Im weiteren Verlauf des Krieges legte sich Montgomery noch ein Fahrzeug als Besprechungsraum und ein weiteres als Kartenraum zu.
Bei dem im Imperial War Museum ausgestellten Leyland Retriever handelt es sich um eben jenen Wagen, den Montgomery während der Zeit des Krieges nutzte.

## Beaver Eel
Die Royal Air Force fürchtete wie alle Briten 1940 eine baldige Landung deutscher Truppen in Großbritannien. Zur Verteidigung der Flughäfen wurde ein gepanzerter Leyland Retriever mit einer leichten 2-cm-Flak auf der Ladefläche entworfen. Von diesem Fahrzeug sollen 250 Stück gebaut worden sein.

## Weitere Verwendung

### Sowjetunion
Der Leyland Retriever gehörte zu den Fahrzeugen, die von Großbritannien im Rahmen des Lend-Lease-Abkommens an die sowjetische Rote Armee geliefert wurde.

### Irland
Für die Ausrüstung der Irischen Armee wurden einige Retriever geliefert. Das letzte Exemplar wurde dort erst 1979 außer Betrieb genommen.